# Therion magnum
Therion magnum är en stekelart som beskrevs av Dasch 1984. Therion magnum ingår i släktet Therion och familjen brokparasitsteklar. Inga underarter finns listade i Catalogue of Life.